# Hiekka
Hiekka is een album van de Finse band Apulanta. Het album is uitgebracht in 2003. Op het album staan de volgende nummers:
1. Hiekka - 4:20
2. Hippo - 3:31
3. Jumala - 4:15
4. Faarao - 4:23
5. Valas - 5:26
6. Hetki - 4:27
7. Saasta - 4:18
8. Onttosydän - 5:42
9. Lihaviihde - 4:08
10. Kolmiolääke - 4:15